# Seo Ji-Soo
Seo Ji-Soo, 39 anos, é uma jogadora profissional de StarCraft da Coreia do Sul, que usa o nick ToSsGirL.
ToSsGirL conheceu StarCraft através de seu pai em 1999. ToSsGirL e sua irmã Seo Ji Seung "ZergGirl" ambas começaram a jogar avidamente. Antes sua irmã, ZergGirl, conseguia vencê-la, mas ToSsGirL continuou a praticar porque queria ser melhor que sua irmã. Depois de conseguir isso, mudou de raça saindo da Protoss para Terran.
Ela continuou a jogar StarCraft e era fascinada pelos torneios profissionais na TV. Aos 16, depois de ver BoxeR jogando na TV, ela decidiu que queria se tornar uma jogadora profissional. Quando ela informou a seu pai, ele disse que desejava nunca ter apresentado o jogo a ela. Mesmo assim, ela continuou a jogar e fugia à noite para participar de torneios locais na área de Seoul.
Em 2001, aos 17 anos, ToSsGirl se qualificou para o torneio feminino do WCG e mostrou boas performances nos rounds preliminares de outros torneios. No ano seguinte, ToSsGirl entrou no seu primeiro grande torneio, que foi realizado pela Ghem TV. Ela chegou ao top 8 nesse torneio duas vezes e por isso foi qualificada a receber sua licença de jogadora profissional. A partir daí, ela foi chamada pelo time STX Soul, e está nele desde então.
Em 2003 ela conseguiu vencer a liga feminina da gameTV e também venceu FreeMura, o primeiro vencedor do OSL, em uma liga mais baixa (depois disso ele se aposentou). Subsequentemente, ela venceu a liga feminina gameTV em 2004 e 2005. Em 2005, ToSsGirl também venceu [NC]YellOw nos rounds preliminares do WCG. Nessa época, [NC]YellOw era considerado um dos melhores jogadores profissionais.
Depois do desaparecimento das ligas femininas no final de 2005, ToSsGirl continuou a jogar em torneios regulares com certo sucesso. Suas vitórias mais proeminentes nos anos mais recentes foram contra Modern (2 a 0) no GomTV Classic, a primeira vitória feminina em um torneio sancionado pela KeSPA, e em 2009 ela venceu Max nos rounds preliminares do MSL.
Em 2009 ela jogou na liga e-Stars Seoul StarCraft Heritage. Depois de uma derrota dramática no primeiro jogo contra YellOw, ela venceu Reach no seu segundo jogo, o que foi um grande feito. Em 2010, nas preliminares da temporada de primavera do OSL, ToSsGirL venceu GoRush, um dos melhores jogadores de 2001-2004. Entretanto, ela perdeu para Stats logo depois.

## Realizações
- 1.° lugar na Game TV Female League 4
- 1.° lugar na Game TV Female League 3
- 1.° lugar na Game TV Female League 2
- 1.° lugar na TV Stargirls League 2
- 1.° lugar na OGN Female Gamer Exhibition Tournament
- 3.° lugar no ESWC Asia Masters 2009

## Ver Também
Competições profissionais de StarCraft: Brood War